# Melianthaceae
Melianthaceae es una familia de angiospermas (plantas con flor). El actual sistema de clasificación lo sitúa dentro del grupo Geraniales, dentro del clado Rosidae, e incorpora la antigua familia Greyiaceae. 
Se trata, sobre todo, de pequeños árboles originarios del África tropical y del sur que se caracterizan por sus hojas serradas y largas estípulas dentadas. Presentan inflorescencias  con flores más o menos zigomorfas, en las cuales, las glándulas nectaríferas (glándulas que producen el néctar) se encuentran fuera de los estambres.